# Harold Sylvester
Harold Sylvester (* 10. Februar 1949 in New Orleans, Louisiana) ist ein US-amerikanischer Film- und Fernsehschauspieler.

## Leben
Harold Sylvester war ein Absolvent der Tulane University und der einzige Afroamerikaner, der jemals ein Sportstipendium dieser Universität erhielt. Ab 1972 studierte er Theaterkunst und Psychologie.
Besondere Bekanntheit auch im deutschsprachigen Raum erlangte er durch die Rolle des Griff in der Sitcom Eine schrecklich nette Familie, in welcher er einen Mitarbeiter in Al Bundys Schuhladen verkörperte.
Er ist verheiratet und hat einen Sohn und eine Tochter.

## Filmographie (Auswahl)
- 1977: Der Sechs Millionen Dollar Mann (Staffel 4, Folge 19)
- 1979: Die Chance seines Lebens (Fast Break)
- 1980: Max’s Bar (Inside Moves)
- 1982: Ein Offizier und Gentleman (An Officer and a Gentleman)
- 1983: Die verwegenen Sieben
- 1985: Crazy for You (Vision Quest)
- 1987: Die Reise ins Ich (Innerspace)
- 1991: Blinder Hass (Line of Fire: The Morris Dees Story)
- 1992: Schreie im Wald (In The Deep Woods)
- 1994: Corrina, Corrina
- 1994: Sie kannte ihren Killer (Someone She Knows)
- 1994–1997: Eine schrecklich nette Familie (Married… with Children)
- 1997: Der Teamgeist (The Sixth Man)
- 1999: Trippin’
- 2000: City Of Angels (Serie)
- 2003: Vermisst in der Fremde (Missing Brendan)
- 2006: Nola

### Gastauftritte
- 1977: Quincy (Quincy, M. E., Fernsehserie)
- 1979: Barnaby Jones (Fernsehserie)
- 1987: Agentin mit Herz (Scarecrow and Mrs. King, Fernsehserie)
- 1987: Mord ist ihr Hobby (Murder, She Wrote, Fernsehserie, Staffel 3 Folge 15)
- 1990: Doogie Howser, M.D.
- 1990: Hunter
- 1993/1994: New York Cops – NYPD Blue (NYPD Blue, Fernsehserie, 2 Folgen)
- 1997: Moesha (Fernsehserie)
- 1997: Sabrina – Total Verhext! (Sabrina, the Teenage Witch, Fernsehserie)
- 2004: Cold Case – Kein Opfer ist je vergessen (Cold Case, Fernsehserie)
- 2004: CSI: Miami (Fernsehserie)
- 2005: Malcolm mittendrin (Malcolm in the Middle, Fernsehserie)
- 2013: How Men Become Dogs (Staffel 1 in den Folgen 9 und 10)